# Jerzy Materna

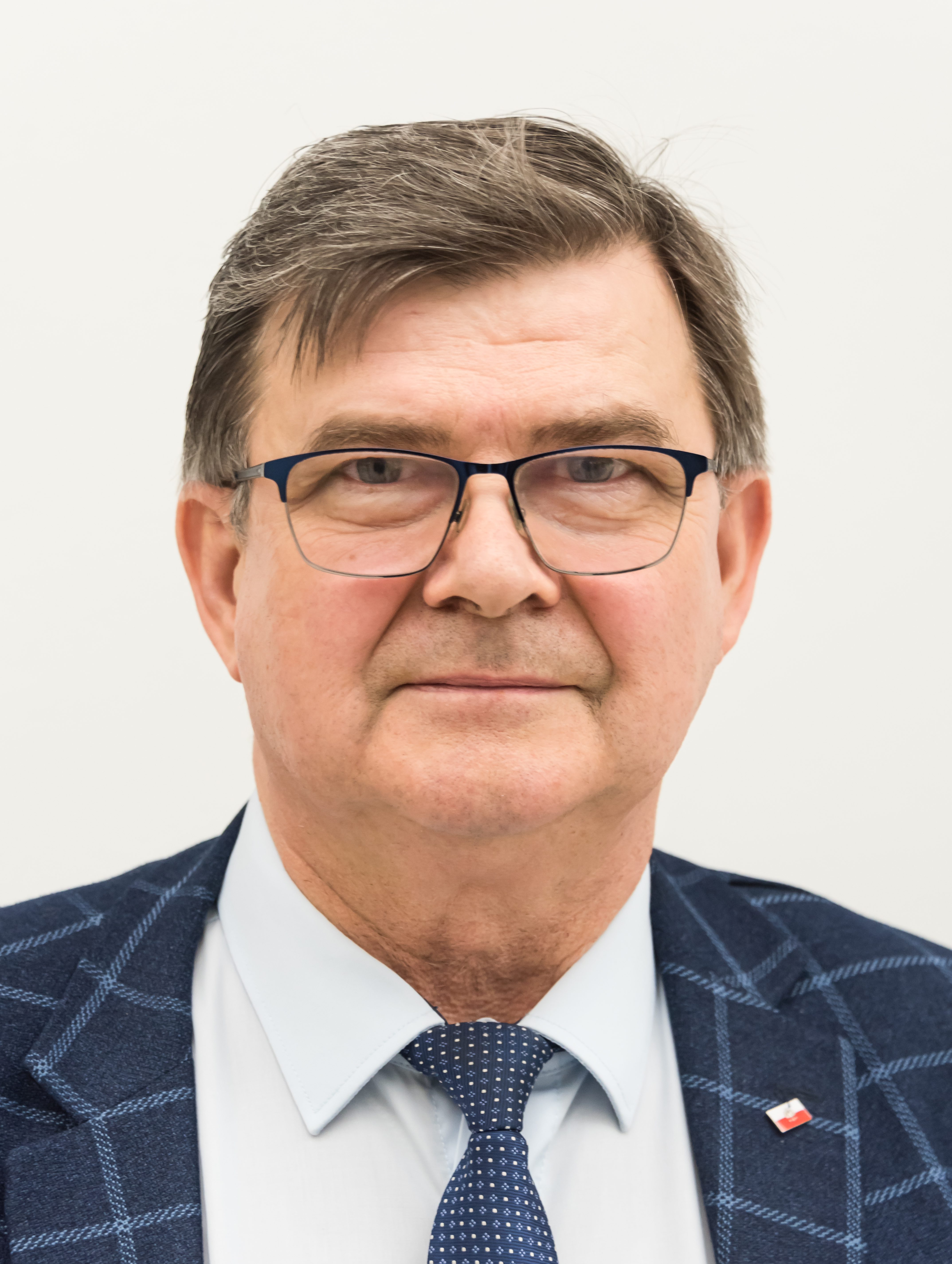
Jerzy Materna, 2022

Jerzy Marian Materna (* 25. März 1956 in Zielona Góra) ist ein polnischer Politiker und seit 2005 Abgeordneter des Sejm in der V. und VI. Wahlperiode.
1983 beendete er das Studium an der Fakultät für Bauwesen der Technischen Universität Zielona Góra. In den Jahren 1984 bis 1990 arbeitete er als Bauleiter in einem Kommunalen Bau- und Renovierungsbetrieb. Danach hatte er leitende Aufgaben in privaten Gesellschaften und führte einen eigenen Betrieb. Für einige Jahre bis 2002 war er Stadtrat von Zielona Góra.
Nach 1993 gehörte er der katholisch-rechtskonservativen Porozumienie Centrum (Zentrums-Übereinkunft – PC) an, danach trat er der Prawo i Sprawiedliwość (Recht und Gerechtigkeit – PiS) bei. Bei den Parlamentswahlen 2005 wurde er über die Liste der PiS für den Wahlkreis Zielona Góra in den Sejm gewählt. Bei den Sejmwahlen 2007 wurde er für die PiS mit 14.597 Stimmen als Abgeordneter bestätigt. Er gehört den Sejm Kommissionen für Infrastruktur sowie EU Angelegenheiten an.